# Lot 174
Lot 174 (ang. Falling from the Sky: Flight 174) – dramat produkcji amerykańskiej i kanadyjskiej na podstawie powieści Williama i Marilyn Hoffer Freefall, napisanej na kanwie prawdziwego wydarzenia, znanego w historii lotnictwa jako przypadek „szybowca z Gimli”.

## Obsada
- Molly Parker – Norma Sax
- Jeremy Wilkin – James Nolan
- William Devane – Kapitan Bob Pearson
- Scott Hylands – Maurice Quintal
- Shelley Hack – Lynn Brown
- Kevin McNulty – Larry Roberts
- Winston Rekert – Rick Dion
- Mariette Hartley – Beth Pearson
- Callum Keith Rennie – Pompowy
- Gwynyth Walsh – Pearl Dion
- Philip Granger – Phil Lyons
- Phil Hayes – Bob Rand
- David Lewis – Frank Farr
- Nicholas Turturro – Al Williams
- Sheelah Megill – Pani Hebert
- John Novak – Len Daniels
- Joel Palmer – Chris Dion

## Fabuła
23 lipca 1983 roku. Lot 174 ma być normalnym, rutynowym, pięciogodzinnym rejsem pasażerskim. Boeing 767 pod dowództwem kapitana Boba Pearsona (William Devane) z sześcioosobową załogą i 64 pasażerami na pokładzie ma przelecieć z Montrealu do Edmonton. Zapowiada się piękny, słoneczny dzień. Bob Pearson żegna się ze swoją żoną Beth (Mariette Hartley). Nikt ze znajdujących się na pokładzie Boeinga 767 nie ma pojęcia, że obsługa naziemna popełniła fatalny błąd w obliczaniu ilości potrzebnego paliwa do przelotu na wyznaczonej trasie. Po dwóch godzinach lotu, na wysokości 12500 metrów, wskaźniki paliwa alarmują, że baki samolotu są puste. Boeing 767 zmierza lotem ślizgowym ku ziemi. Pearson i drugi pilot, Maurice Quintal (Scott Hylands), muszą podjąć natychmiast działania w celu zapewnienia bezpieczeństwa lotu. Pomaga im Rick Dion (Winston Rekert), obecny przypadkowo na pokładzie szef mechaników linii lotniczej, a także Al Williams (Nicholas Turturro) z wieży radiolokacyjnej. Lądowanie w najbliższej miejscowości, jaką jest Winnipeg, uniemożliwia burza. Stewardesa Lynn Brown (Shelley Hack) i inni członkowie załogi troszczą się o pasażerów. Piloci, Dion oraz Williams szukają w tym czasie miejsca do lądowania.